# Piesting
Piesting je řeka v Dolních Rakousích jižně od Vídně, největší přítok řeky Fischa. Je dlouhá 90 km a má povodí o ploše 348 km².
Pramení v masivu Schneebergu pod sedlem Fadensattel, teče nejprve hlubokým údolím na sever až severovýchod. Pak se obrací k východu a v Gutensteinu přijímá svou druhou zdrojnici Steinapiesting. Pokračuje skrz Gutensteinské Alpy na východ přes město Pernitz a městečko Markt Piesting, a ve Wöllersdorfu vtéká do Vídeňské pánve. Stáčí se znovu na severovýchod, protéká Ebreichsdorfem a v Gramatneusiedlu ústí zleva do Fischy, se kterou předtím asi 15 km teče paralelně.
Zajímavostí je, že v místě soutoku je Piesting několikrát delší než Fischa, ale vodnaté jsou srovnatelně, protože Fischa sbírá vodu z mohutných podzemních pramenů.